# У тилу ворога 2: Лис пустелі
У тилу ворога 2: Лис пустелі — гра у жанрі тактична RTS, незалежний адон до гри У тилу ворога 2, розроблений компанією Best Way та виданий компанією 1С 7 грудня 2007 року для платформи Windows. На заході видана під назвою "Men of War". 